# Rob Guillory
Rob Guillory (Carencro, 2 de junho de 1982) é um desenhista de histórias em quadrinhos americanas. É o ilustrador da série Chew, escrita por John Layman e publicada pela Image Comics desde 2009. Guillory ganhou um Harvey Award na categoria "Melhor Novo Talento" em 2010 e Chew foi ganhadora do Eisner Award de "Melhor Nova Série" no mesmo ano. No ano seguinte, Chew ganharia também um Eisner na categoria "Melhor Série".